# ALFA M44
A Alfa M44 foi uma metralhadora média espanhola desenvolvida durante a Segunda Guerra Mundial. Naquela época, os estoques de metralhadoras estavam baixos e nenhuma fonte externa estava disponível. Nações não combatentes descobriram que as nações beligerantes não conseguiam fornecer, pois estavam preocupadas em atender às suas próprias necessidades de produção em tempo de guerra. Ela complementou a metralhadora leve ZB-26 e substituiu a envelhecida metralhadora Hotchkiss M1914. Originalmente com câmara para 7,92×57mm Mauser, em 1955 uma versão atualizada com câmara para 7,62×51mm NATO foi introduzida e posteriormente emitida para as tropas espanholas, às vezes chamada de M55. Junto com a Espanha, a M44 também foi usada com destaque pelo Egito, cujo exército havia padronizado a munição 7,92×57mm Mauser. Também no início da década de 1960, o governo da República Democrática do Congo comprou um lote de armas da Espanha, incluindo metralhadoras Alfa, para combater os Simba.

## Galeria

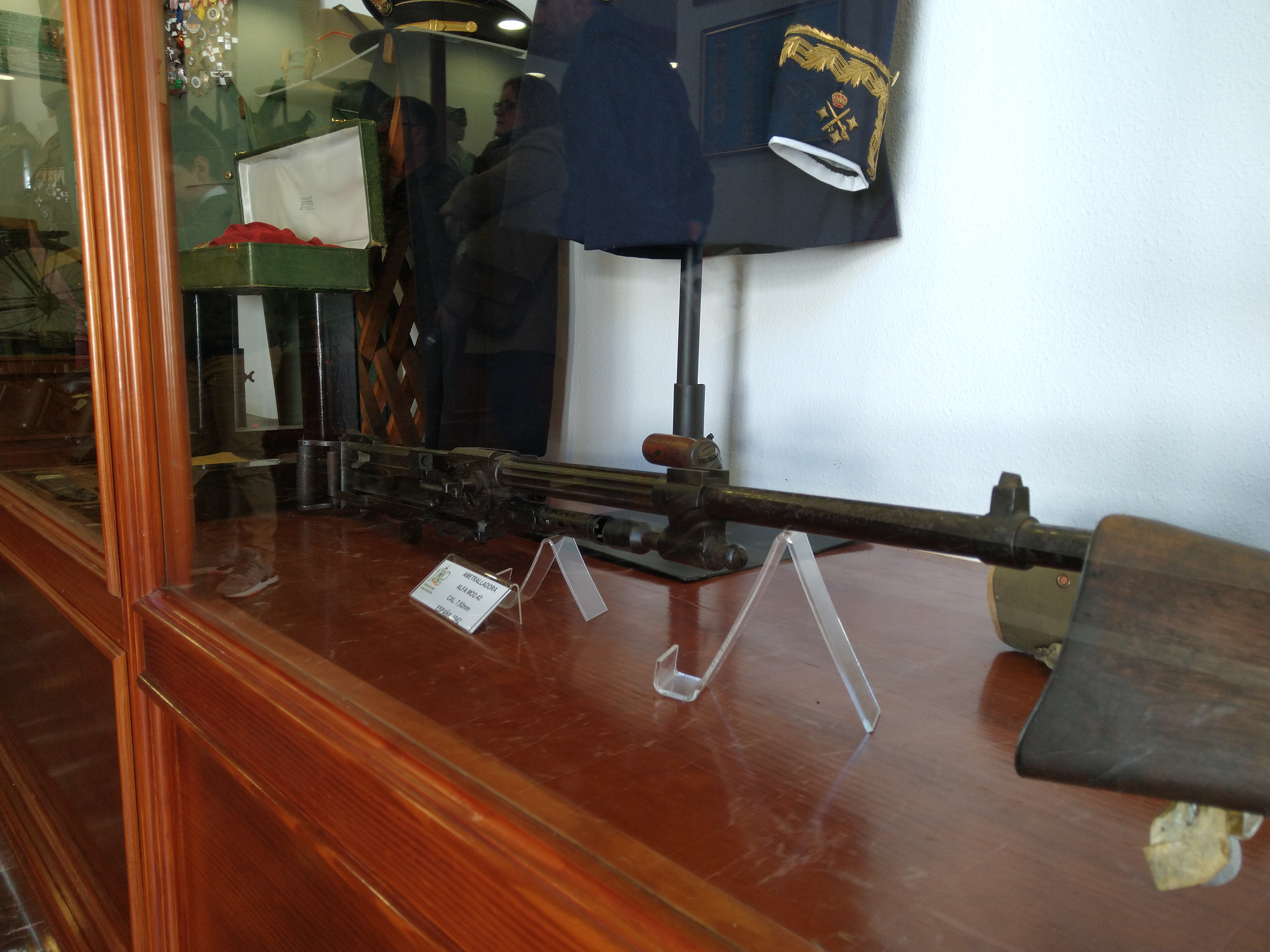
Um protótipo de 1942 em um museu espanhol em Viator, Almeria
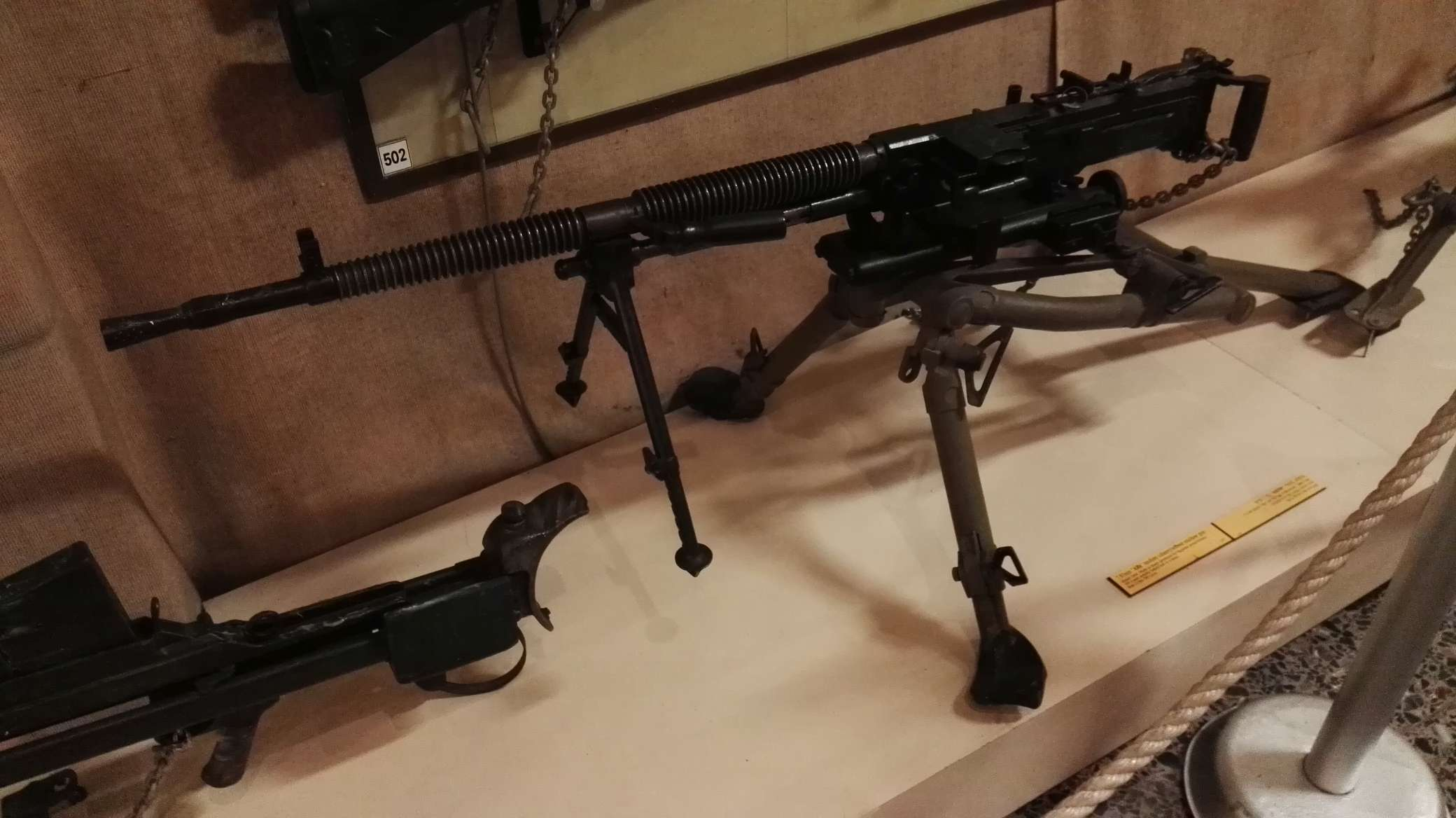
Uma foto de uma ALFA M44 montada em tripé em exposição no Museu Batey ha-Osef, Tel Aviv, Israel
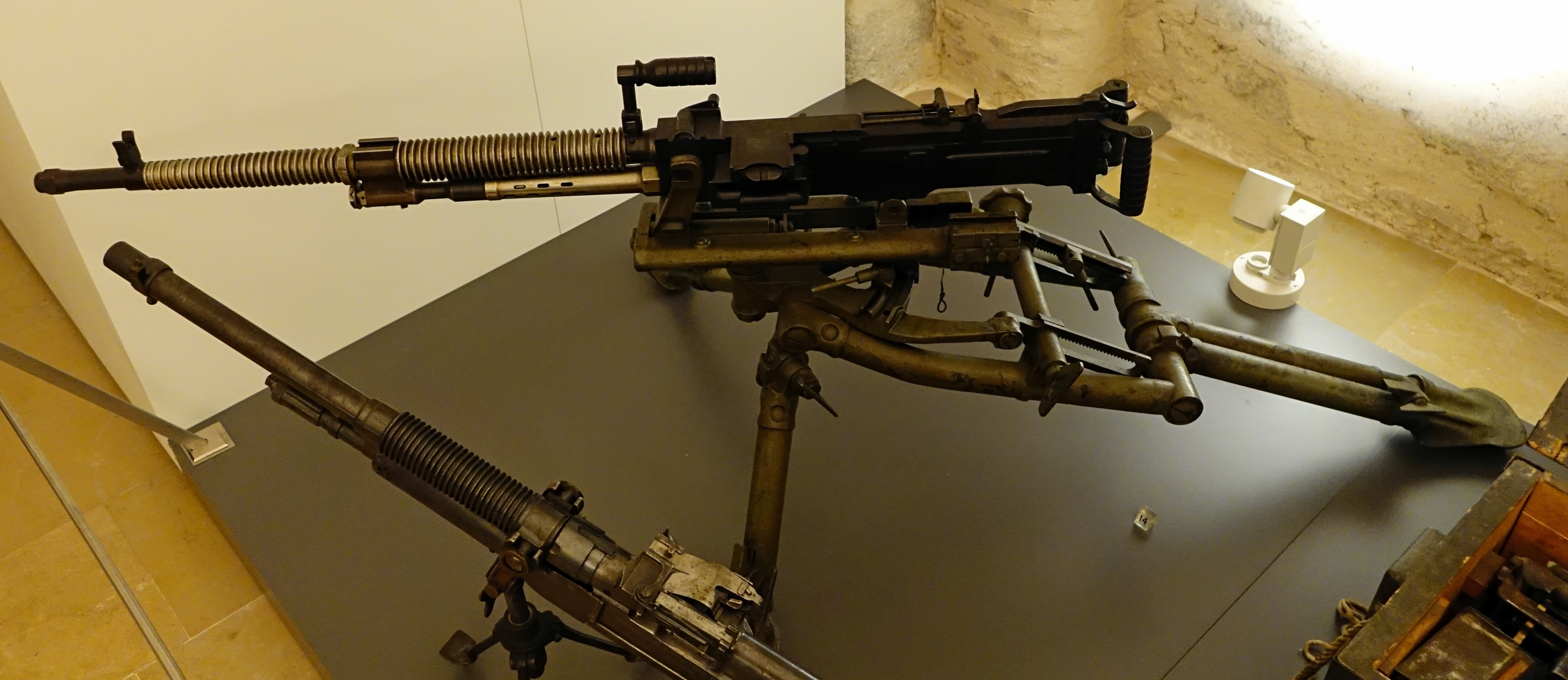
Outra foto de uma ALFA montado em tripé, designada como M55, já que ela é compatível com o cartucho 7,62×51mm NATO.